# Trombina

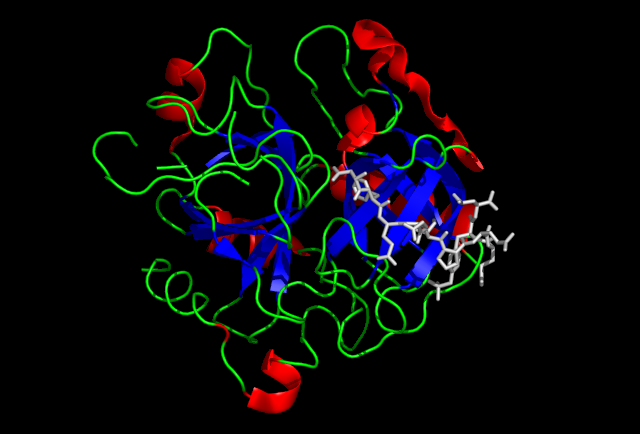
Cząsteczka trombiny w kompleksie z inhibitorem

Trombina (II czynnik krzepnięcia krwi) – enzym osocza krwi z grupy proteaz serynowych, które rozszczepiają w białkach wiązania peptydowe znajdujące się po karboksylowej stronie argininy. Powstaje z prekursora występującego we krwi – protrombiny – przez działanie aktywnego czynnika X. Produkowana jest z protrombiny osocza pod wpływem tromboplastyny i aktywatorów. Trombina doprowadza do powstania nierozpuszczalnej fibryny z rozpuszczalnego fibrynogenu umożliwiając krzepnięcie krwi. Jest jednym ze składników przychłonki.

## Budowa trombiny
Ludzka trombina jest zbudowana z dwóch polipeptydowych łańcuchów: mniejszego łańcucha A złożonego z 36 aminokwasów, nie posiadającego udokumentowanej biologicznej roli, oraz łańcucha B złożonego z 259 aminokwasów. Łańcuchy te połączone są ze sobą kowalencyjnym wiązaniem dwusiarczkowym. Trombina ma zdolność do proteolitycznego cięcia wielu różnych białek. Do substratów trawionych przez trombinę należą oprócz fibrynogenu przede wszystkim receptory PAR, inhibitor fibrynolizy aktywowany trombiną (TAFI), białko C i czynniki krzepnięcia: V, VIII, XI, XIII.

## Inhibitory generowania trombiny
Zaburzone mechanizmy kontrolujące tworzenie i aktywność trombiny przyczyniają się do powstawania i rozwoju wielu chorób układu krążenia, nowotworowych, a także chorób neurodegeneracyjnych. Do kontroli tych mechanizmów stosowane są inhibitory generowania trombiny, które wykorzystywane są w terapii przeciwzakrzepowej.
Inhibitory pochodzenia naturalnego (heparyna, hirudyna) były stosowane od wielu lat. Obecnie stosowane są syntetyczne, niskocząsteczkowe inhibitory naśladujące strukturę tripeptydu D-Phe-Pro-Arg, czyli sekwencję, w której dochodzi do proteolizy łańcucha Aα fibrynogenu.
Do inhibitorów generowania trombiny zalicza się:
– inhibitor zewnątrzpochodnego szlaku krzepnięcia (TFPI), który hamuje wytwarzanie trombiny na szlaku zależnym od czynnika tkankowego,  
– aktywne białko C (APC), które przez częściową proteolizę powoduje rozpad kompleksów tenazy i protrombinazy,
– antytrombina III (ATIII), która neutralizuje aktywne czynniki krzepnięcia: XIa, IXa, VIIa, Xa i samą trombinę,
– kofaktor heparyny II, który jest inhibitorem czynnika IIa (HC-II).

Kaskada krzepnięcia krwi

## Rola trombiny w krzepnięciu krwi
Krzepnięcie krwi zapoczątkowuje uwolnienie z obumarłej tkanki tromboplastyny, lipoproteidu, który reaguje z jonami wapniowymi, czynnikiem płytkowym 3 i kilkoma białkami osocza (proakceleryną i prokonwertyną) i wytwarza protrombinazę, enzym katalizujący pierwszy etap krzepnięcia krwi. Katalizuje reakcję, w której nieaktywna protrombina, globulina osocza powstała w wątrobie, zostaje rozdzielona na kilka elementów – jednym z nich jest trombina. Reakcja ta wymaga również kationów wapniowych. Ostatecznie trombina działa jako enzym proteolityczny i odszczepia dwa peptydy z białka fibrynogenu. W wyniku tej reakcji powstają monomery fibryny, które polimeryzują w długie, nierozpuszczalne włókienka, czyli fibryny. Tworzą one sieć, która zatrzymuje erytrocyty leukocyty oraz płytki krwi (trombocyty), tworząc skrzep.
Proces przekształcania nieaktywnych prekursorów białkowych w aktywne enzymatycznie czynniki krzepnięcia jest podobny do aktywacji enzymów trawiennych, która również polega na usunięciu fragmentów peptydów. Sekwencja aminokwasowa trombiny jest homologiczna do sekwencji aminokwasowych hydrolaz peptydowych (proteinaz) trzustki, co może wskazywać, iż geny kodujące sekwencję aminokwasową trombiny pochodzą z duplikacji genów, które sterują syntezą enzymów trawiennych trzustki.
Próba Quicka w wyznaczaniu czasu protrombinowego
Jedną z laboratoryjnych metod badania układu krzepnięcia krwi jest tzw. próba Quicka, w której z szybkości wytrącania się fibryny wnioskuje się o zawartości w badanym osoczu protrombiny, przeistaczanej (w trakcie próby) za pomocą tromboplastyny w aktywną trombinę. Czas protrombinowy służy do oceniania zewnątrzpochodnego układu krzepnięcia. Jego wartość jest zależna od stężenia w osoczu krwi takich czynników krzepnięcia jak: czynnik II, czynnik V, czynnik VII, czynnik X i fibrynogenu. Metoda oznaczenia polega na dodaniu do osocza cytrynianowego preparatu czynnika tkankowego (TF) aby aktywować czynnik VII. Dzięki związaniu jonów wapnia przez kwas cytrynowy nie następuje aktywacja czynnika X przez VIIa (aktywowany czynnik VII), gdyż jony wapnia są potrzebne w tym etapie. Po inkubacji mierzy się czas od dodania jonów wapnia (co przy obecnym VIIa aktywuje czynnik X) do skrzepnięcia próbki.

## Znaczenie witaminy K w krzepnięciu krwi
Synteza protrombiny i prokonwertyny w wątrobie wymaga odpowiedniego zaopatrzenia organizmu w witaminę K (głównie filochinonu). Niedobór tej witaminy w organizmie powoduje zaburzenia w krzepliwości krwi, łatwość powstawania krwotoków wewnętrznych i zewnętrznych oraz problemy z gojeniem się ran.
Główne znaczenie biochemiczne witamin K polega na udziale w procesach posttranslacyjnej γ-karboksylacji białek PIVKA, a konkretniej reszt kwasu glutaminowego w tych białkach w pozycji γ. Witamina K uczestniczy w tej reakcji jako kofaktor γ-karboksylazy. Warunkuje to utrzymanie prawidłowego stężenia czynników krzepnięcia: II, VII, IX, X, a także osteokalcyny, osteopontyny, osteonektyny. Witaminy K zapewniają prawidłowe krzepnięcie krwi i powodują zatrzymanie krwawienia. Odgrywają rolę w gospodarce wapniowej, która również ma wpływ na sprawność procesu krzepnięcia krwi.